# 霍恩-巴特迈恩贝格
霍恩-巴特迈恩贝格（德語：Horn-Bad Meinberg，發音：[ˈhɔʁn baːtˈmaɪnˌbɛʁk] ⓘ）是德国北莱茵-威斯特法伦州代特莫尔德行政区利珀县的城市，面积90.15平方千米，2023年12月31日人口为17,329人。